# Jules-César Savigny
Marie-Jules-César Lelorgne de Savigny, född den 5 april 1778 i Provins, död den 5 oktober 1851 i Paris, var en fransk naturforskare. 
År 1798 följde han med Napoleons expedition till Egypten, varifrån han hemförde betydande samlingar av naturvetenskapliga föremål. Dessa bildar, i förening med annat i Medelhavet och Röda havet insamlat material, underlaget för en rad monografier och för hans berömda arbete Mémoirés sur les animaux sans vertèbres (2 band, Paris 1816). För den entomologiska systematiken har de där meddelade undersökningarna över insekternas mundelar haft stor betydelse, och till maskarnas och andra lägre djurs anatomi och systematik lämnade han likaledes värdefulla bidrag. Till Description de l’Égypte utarbetade han avsnittet om fåglarna och de lägre djuren. Auktorsnamnet Savigny kan användas för Jules-César Savigny i samband med ett vetenskapligt namn inom botaniken; se Wikipediaartiklar som länkar till auktorsnamnet.